# Charles Fellows
Charles Fellows (Nottingham 31 de agosto de 1799 - Londres 8 de noviembre de 1860) fue un arqueólogo y explorador británico, conocido por sus numerosas expediciones en la actual Turquía.

## Biografía
Charles Fellows nació en High Pavement, Nottingham el 31 de agosto de 1799, el quinto hijo de John Fellows, un rico comerciante de seda y banquero, y su esposa Sarah. A los catorce años dibujó bocetos para ilustrar un viaje a las ruinas de Newstead Abbey, que luego aparecieron en la portada de La vida de Lord Byron de Thomas Moore. En 1820 se instaló en Londres, donde se convirtió en miembro activo de la British Association. En 1827 descubrió la moderna ascensión del Mont Blanc. Después de la muerte de su madre en 1832, pasó la mayor parte de su tiempo en Italia, Grecia y el Levante mediterráneo. Los numerosos bocetos que ejecutó se utilizaron en gran medida para ilustrar la obra Childe Harold. 
En 1838 fue a Asia Menor, haciendo de Esmirna su cuartel general. Sus exploraciones en el interior y el sur lo llevaron a distritos prácticamente desconocidos para los europeos, y así descubrió ruinas de varias ciudades antiguas. Entró en Licia y exploró el río Janto aguas arriba desde su desembocadura en Patara. A nueve millas de Patara descubrió las ruinas de Janto, la antigua capital de Licia, situada sobre colinas y con abundantes restos magníficos. Aproximadamente 15 millas más arriba, se encontró con las ruinas de Tlos. Después de dibujar bocetos de los objetos más interesantes y copiar varias inscripciones, regresó a Esmirna a través de Caria y Lidia. La publicación en 1839 de A Journal written during an Excursion in Asia Minor despertó tal interés que Lord Palmerston, a petición de las autoridades del Museo Británico, pidió al cónsul británico en Constantinopla que consiguiera un firmán del sultán para exportar varias obras de arte licias a Inglaterra.

## Expedición a Licia
Habiendo obtenido el firmán, Fellows, bajo los auspicios del Museo Británico, partió nuevamente hacia Licia a finales de 1839. Lo acompañó el pintor George Scharf, quien lo ayudó dibujando la expedición. Esta segunda visita resultó en el descubrimiento de trece ciudades antiguas, la principal de ellas Janto. Hizo un nuevo viaje en 1841, durante el cual los becarios dirigieron la excavación arqueológica de Janto y otras ciudades licias en Asia Menor, y enviaron una enorme cantidad de monumentos antiguos a Inglaterra, que se pueden ver hoy en las salas del Museo Británico. Se incluyen relieves de la Tumba de las Arpías y el Monumento de las Nereidas, entre muchos otros.
En 1841, publicó An Account of Discoveries in Lycia, que fue un diario mantenido durante una segunda expedición a Asia Menor. Tres años más tarde presentó al Museo Británico sus carpetas, relatos de sus expediciones y especímenes de historia natural ilustrativos de Licia. En 1845, fue nombrado caballero como reconocimiento a sus servicios en el traslado de las antigüedades de Janto a Gran Bretaña. Los becarios pagaron sus propios gastos en todos sus viajes y no recibieron ninguna compensación económica por sus esfuerzos.

## Vida personal
Fellows se casó dos veces, murió en Londres en 1860 y fue enterrado en el cementerio de Highgate, Londres.

## Publicaciones
- A Journal written during an Excursion in Asia Minor (1838).
- An Account of Discoveries in Lycia (1840), diario de una segunda excursión en Asia Menor (1840)
- The Xanthian Marbles; their Acquisition, and Transmission to England (1843), una refutación de falsas acusaciones que se habían publicado.
- Lycia, Caria, Lydia, illustrated by G. Scharf, with descriptive letter-press by C. F, Parte 1 (1847).
- An Account of the Ionic Trophy Monument excavated at Xanthus (1848).
- Travels and Researches in Asia Minor, particularly in the Province of Lycia (1852).
- Coins of Ancient Lycia before the Reign of Alexander; with an Essay on the Relative Dates of the Lycian Monuments in the British Museum (1855).